# Canadian Championship 2016
Die Canadian Championship 2016 (offiziell: 2016 Amway Canadian Championship) war ein Fußballturnier, welches von der Canadian Soccer Association organisiert wurde und zur Ermittlung des kanadischen Teilnehmers an der CONCACAF Champions League 2017/18 dienen sollte. Die Austragung fand im Mai und Juni 2016 statt. Da die CONCACAF Champions League restrukturiert wurde, sollte der Sieger der Austragung von 2016 gegen den Sieger der Canadian Championship 2017 den Teilnehmerplatz für die CONCACAF Champions League 2018 ausspielen. Da Toronto beide Austragungen gewann, entfiel die Notwendigkeit einer weiteren Partie.
Das Teilnehmerfeld bestand aus den am professionellen Spielbetrieb in Nordamerika teilnehmenden kanadischen Vereinen Toronto FC, Vancouver Whitecaps und Montreal Impact aus der Major League Soccer sowie dem FC Edmonton und Ottawa Fury, die in der North American Soccer League spielen.
Das Turnier wurde im K.-o.-Modus mit Halbfinale und Finale ausgetragen. Dabei wurden drei der Halbfinalplätze an die Teams aus der MLS vergeben. Der vierte Halbfinalplatz wurde in einem Qualifikationsspiel zwischen Ottawa Fury und dem FC Edmonton ausgespielt. Die Begegnungen wurden als Hin- und Rückspiel ausgetragen, dabei hatte das besser gesetzte Team im Rückspiel Heimrecht bzw. konnte im Finale wählen, in welcher der beiden Partien es das Heimrecht ausübt.

## Qualifikationsrunde
| 11. Mai 2016 19:00 (MDT) | FC Edmonton                | 0:3     | Ottawa Fury                                            | Clarke Stadium, Edmonton Zuschauer: 3.000 Schiedsrichter: Alain Ruch |
| 11. Mai 2016 19:00 (MDT) | Ledgerwood 60′ Fordyce 75′ | Bericht | Timbó 13′ Bailey 31′ Haworth 69′ Vered 74′ Olivera 86′ | Clarke Stadium, Edmonton Zuschauer: 3.000 Schiedsrichter: Alain Ruch |

| 18. Mai 2016 19:30 (EDT) | Ottawa Fury                       | 0:2     | FC Edmonton                                    | TD Place Stadium, Ottawa Zuschauer: 3.946 Schiedsrichter: Mathieu Bourdeau |
| 18. Mai 2016 19:30 (EDT) | Steele 54′ Bailey 55′ Timbó 90+1′ | Bericht | Diakité 15′ Corea 26′ Watson 38′ Eckersley 45′ | TD Place Stadium, Ottawa Zuschauer: 3.946 Schiedsrichter: Mathieu Bourdeau |

## Halbfinale
| 1. Juni 2016 20:30 (EDT) | Ottawa Fury                                                   | 2:0     | Vancouver Whitecaps | TD Place Stadium, Ottawa Zuschauer: 9.057 Schiedsrichter: Yusri Rudolf |
| 1. Juni 2016 20:30 (EDT) | Steele 3′ Obasi 16′ Paulo Jr. 41′ Haworth 63′ Eustáquio 90+2′ | Bericht |                     | TD Place Stadium, Ottawa Zuschauer: 9.057 Schiedsrichter: Yusri Rudolf |

| 8. Juni 2016 19:00 (PDT) | Vancouver Whitecaps                                       | 3:0     | Ottawa Fury            | BC Place, Vancouver Zuschauer: 17.863 Schiedsrichter: Geoff Gamble |
| 8. Juni 2016 19:00 (PDT) | Morales 3′ (Strafstoß) Mezquida 20′ Rivero 52′ Parker 67′ | Bericht | Alves 2′ de Guzmán 73′ | BC Place, Vancouver Zuschauer: 17.863 Schiedsrichter: Geoff Gamble |

| 1. Juni 2016 19:30 (EDT) | FC Toronto                                             | 4:2     | Montreal Impact                        | BMO Field, Toronto Zuschauer: 22.143 Schiedsrichter: David Gantar |
| 1. Juni 2016 19:30 (EDT) | Osorio 13′ 36′ Hamilton 60′ 80′ Lovitz 84′ Irwin 90+2′ | Bericht | Bernier 45+2′ Salazar 86′ Drogba 90+1′ | BMO Field, Toronto Zuschauer: 22.143 Schiedsrichter: David Gantar |

| 8. Juni 2016 19:30 (EDT) | Montreal Impact                   | 0:0     | FC Toronto   | Stade Saputo, Montreal Zuschauer: 18.964 Schiedsrichter: Silviu Petrescu |
| 8. Juni 2016 19:30 (EDT) | Drogba 50′ Ontivero 60′ Oduro 88′ | Bericht | Zavaleta 45′ | Stade Saputo, Montreal Zuschauer: 18.964 Schiedsrichter: Silviu Petrescu |

## Finale
| 21. Juni 2016 19:30 (EDT) | FC Toronto   | 1:0     | Vancouver Whitecaps | BMO Field, Toronto Zuschauer: 20.011 Schiedsrichter: Mathieu Bourdeau |
| 21. Juni 2016 19:30 (EDT) | Giovinco 43′ | Bericht | Bolaños 64′         | BMO Field, Toronto Zuschauer: 20.011 Schiedsrichter: Mathieu Bourdeau |

| 29. Juni 2016 19:00 (PDT) | Vancouver Whitecaps                           | 2:1     | FC Toronto    | BC Place, Vancouver Zuschauer: 19.376 Schiedsrichter: Drew Fischer |
| 29. Juni 2016 19:00 (PDT) | Watson 32′ Mezquida 47′ Manneh 62′ Parker 68′ | Bericht | Johnson 90+5′ | BC Place, Vancouver Zuschauer: 19.376 Schiedsrichter: Drew Fischer |